# Moinelette à front blanc
Eremopterix nigriceps
Espèce
Statut de conservation UICN

 LC  : Préoccupation mineure
La Moinelette à front blanc (Eremopterix nigriceps) est une espèce d'oiseaux de la famille des Alaudidae.

## Répartition
Cette espèce vit au Burkina Faso, au Cap-Vert, au Tchad, à Djibouti, en Égypte, en Érythrée, en Éthiopie, en Inde, en Iran, en Irak, en Israël et en Palestine, en Jordanie, au Koweït, au Mali, en Mauritanie, au Niger, au Nigeria, en Oman, au Pakistan, en Arabie saoudite, au Sénégal, en Somalie, au Soudan, dans les Émirats arabes unis et au Yémen.